# Norgesmesterskapet 1917
La Norgesmesterskapet 1917 di calcio fu la 16ª edizione del torneo. Terminò il 10 ottobre 1917, con la vittoria del Sarpsborg sul Brann per 4-1. Fu il primo titolo nella storia del club.

## Risultati

### Secondo turno
| Squadra 1   | Risultato      | Squadra 2 |
| ----------- | -------------- | --------- |
| Stavanger   | 8 – 0          | Brodd     |
| Lyn Oslo    | 3 – 1          | Brage     |
| Kvik Halden | 3 – 0          | Hamar     |
| Sarpsborg   | 3 – 1          | Drafn     |
| Frigg       | 2 – 1          | Trygg     |
| Aalesund    | 0 – 14         | Brann     |
| Drammens    | 3 – 1          | Urædd     |
| Fram Larvik | 1 – 3 (d.t.s.) | Storm     |

### Quarti di finale
| Squadra 1 | Risultato | Squadra 2   |
| --------- | --------- | ----------- |
| Lyn Oslo  | 2 – 0     | Storm       |
| Stavanger | 2 – 5     | Brann       |
| Sarpsborg | 4 – 1     | Frigg       |
| Drammens  | 3 – 5     | Kvik Halden |

### Semifinali
| Squadra 1 | Risultato | Squadra 2   |
| --------- | --------- | ----------- |
| Sarpsborg | 3 – 1     | Kvik Halden |
| Lyn Oslo  | 0 – 3     | Brann       |

### Finale
| Arbitro: | Wendelborg |

|                                             |           |             |
| Nordlie 34’, 44’ Simensen 57’ Halvorsen 59’ | Marcatori | 50’ Johnsen |

#### Formazioni
| Sarpsborg (2-3-5) |  |                   |
|                   |  |                   |
| POR               |  | Ingvald Martinsen |
| DIF               |  | Bruun Hansen      |
| DIF               |  | Henry Hansen      |
| CEN               |  | Petter Pedersen   |
| CEN               |  | Asbjørn Halvorsen |
| CEN               |  | Peder Jensen      |
| ATT               |  | Einar Andersen    |
| ATT               |  | Einar Nordlie     |
| ATT               |  | Erling Gustavsen  |
| ATT               |  | Alf Simensen      |
| ATT               |  | Per Holm          |

| Brann (2-3-5) |  |                   |
|               |  |                   |
| POR           |  | Sigurd Wathne     |
| DIF           |  | Hjalmar Sunde     |
| DIF           |  | Frithjof Tønnesen |
| CEN           |  | Sigurd Bøschen    |
| CEN           |  | George Deans      |
| CEN           |  | John Johnsen      |
| ATT           |  | Alf Berstad       |
| ATT           |  | Torkel Trædal     |
| ATT           |  | Bjarne Johnsen    |
| ATT           |  | Rudolf Olsen      |
| ATT           |  | Laurentius Eide   |